# Техногенний землетрус
Техногенний або антропогенний землетрус — штучно викликана сейсмічність, що виникла внаслідок техногенної діяльності людини.
У кінці 20 ст. техногенна діяльність людини, що прийняла планетарний масштаб, стала причиною наведеної (штучно викликаної сейсмічності, що виникає, наприклад, при ядерних вибухах (випробування на полігоні Невада ініціювали тисячі сейсмічних поштовхів), при будівництві водосховищ, заповнення яких іноді провокує сильні землетруси. Так сталося в Індії, коли спорудження водосховища Койна викликало 8-бальний землетрус, при котрому загинуло 177 осіб.
Випадки виникнення сильних землетрусів з магнітудами близько шести відомі при будівництві Асуанської греблі в Єгипті, Кариба в Родезії, Лейк Мід в США.
В Україні також можливі техногенні землетруси. Так за версією завідувача кафедрою маркшейдерії, геології та геодезії ДонДТУ, Віталія Марченко причина частих коливань земної кори в Луганській області — це старі шахтні виробки, що знаходяться під житловими районами: 
| Такі землетруси можливі тільки в районах, де проходять підземні розробки, тобто в шахтах. Наприклад, в районах Краснодона і Ровеньків є потужні пласти пісковика, які надовго затримують просідання ґрунту над розробкою, а потім настає межа міцності у пласта пісковика і він валиться - це техногенний землетрус. |
у 2010-х роках експерти попередили, що Донбас може стати сейсмоактивним регіоном. Причина — в неконтрольованій ліквідації шахт. Олександр Хохотва, на той час заступник голови Донецької облдержадміністрації, Голова Державного комітету України з промислової безпеки, охорони праці та гірничого нагляду (2010 р.) констатував: «У Донбасі зафіксовані 3-бальні землетруси. Вода збільшує їх силу в два рази. Якщо в затоплених шахтах об'єм води досягне критичної межі, землетруси на поверхні можуть виявитися 6-бальними, а це призведе до руйнування будівель…. Одночасне закриття десятків глибоких шахт не має аналогів у світовій практиці. Масове закриття шахт області розпочалося в 1996 році, за перших 15 років передані на ліквідацію 64 шахти, ліквідовано вісім. Станом на 2010 р. у стадії ліквідації перебувало 56 підприємств.»
У районі міста Долина протягом 1974—1976 років відбувся ряд землетрусів, які відчувалися в зоні епіцентру з інтенсивністю 3-6 балів. Найсильніші з них відбулися 14 січня 1976 інтенсивністю 5-6, 7 лютого 1976 — 6 і 1 березня 1976 — 5 балів. Можливо, вони були викликані нагнітанням води в продуктивні пласти на нафтопромислах Долини. 7 червня 1987 стався техногенний землетрус в місті Калуш Івано-Франківської області з інтенсивністю 3-4 бали. Цей землетрус було викликано обвалом покрівлі старих соляних виробок.
Ще один приклад своєрідного порушення екологічної рівноваги дає випадок інтенсивного видобутку нафти в одному зі штатів США (Денвер і ін.), де така діяльність супроводжувалася різкою активізацією землетрусів в регіоні. Вони припинилися після того, коли замість витягнутого продукту в надра стали закачуватися води, що відновлювали гідродинамічну рівновагу. А в штаті Каліфорнія (США) видобуток нафти, газу і підземних вод призвели протягом 1925—1977 років до зниження рівня підземних вод на десятки метрів (максимальна 153 м) і, як наслідок, опускання земної поверхні на 9 м. І якщо для більшості нафтогазоносних площ України така проблема неактуальна, то її обов'язково потрібно враховувати в тектонічно рухливому Туркменістані, інших країнах Середньої Азії, які відчули результати землетрусу 1948 року в Ашхабаді, або Узбекистані (1963). Зокрема, на думку фахівців, в 1976 році в межах великого газового родовища Газлі (Узбекистан) в результаті таких робіт було спровоковано землетрус силою до 9-10 балів.